# Lincoln (Maine)
Lincoln es un pueblo ubicado en el condado de Penobscot en el estado estadounidense de Maine. En el Censo de 2010 tenía una población de 5.085 habitantes y una densidad poblacional de 26,3 personas por km².

## Geografía
Lincoln se encuentra ubicado en las coordenadas 45°21′18″N 68°26′22″O / 45.35500, -68.43944. Según la Oficina del Censo de los Estados Unidos, Lincoln tiene una superficie total de 193.33 km², de la cual 175.67 km² corresponden a tierra firme y (9.13%) 17.65 km² es agua.

## Demografía
Según el censo de 2010, había 5.085 personas residiendo en Lincoln. La densidad de población era de 26,3 hab./km². De los 5.085 habitantes, Lincoln estaba compuesto por el 97.13% blancos, el 0.31% eran afroamericanos, el 0.55% eran amerindios, el 0.35% eran asiáticos, el 0.02% eran isleños del Pacífico, el 0.12% eran de otras razas y el 1.51% pertenecían a dos o más razas. Del total de la población el 0.98% eran hispanos o latinos de cualquier raza.